# Dodge Wrangler TJL
Der Dodge Wrangler TJL ist ein offener Geländewagen auf der Basis des Jeep Wrangler. Er wurde speziell für den Einsatz in Wüstenregionen entwickelt. Hergestellt wurde das Modell vom September 2009 bis in den Dezember 2011 hinein im Dodge-Werk bei Manila (Philippinen).

## Motoren
Als Motorisierung dient dem Wrangler TJL ein 4-Zylinder-Dieselmotor mit einem Hubraum von exakt 2800 cm³. Dieser bietet eine Leistung von 90 kW (120 PS) bei 3800/min. Die Höchstgeschwindigkeit ist durch einen Begrenzer auf 140 km/h beschränkt. Mit einem Tankvolumen von 71,9 Litern soll die maximale Reichweite bei etwa 600 km auf normaler Straße liegen; im Gelände nur etwa 460–500 km.

## Ausstattungen
Ausgestattet wird der Wrangler TJL mit Lederbezügen. Im Innenraum herrscht eine Metalloberfläche in Wagenfarbe und ein Armaturenbrett in schwarzem Plastik. Die Anzeigetafel kann sowohl in metrischen Einheiten als auch in den US-Einheiten geordert werden.